# Dualas
Os dualas são um povo bantu que habita principalmente a costa de Camarões.